# Hrabstwo Williamson (Teksas)

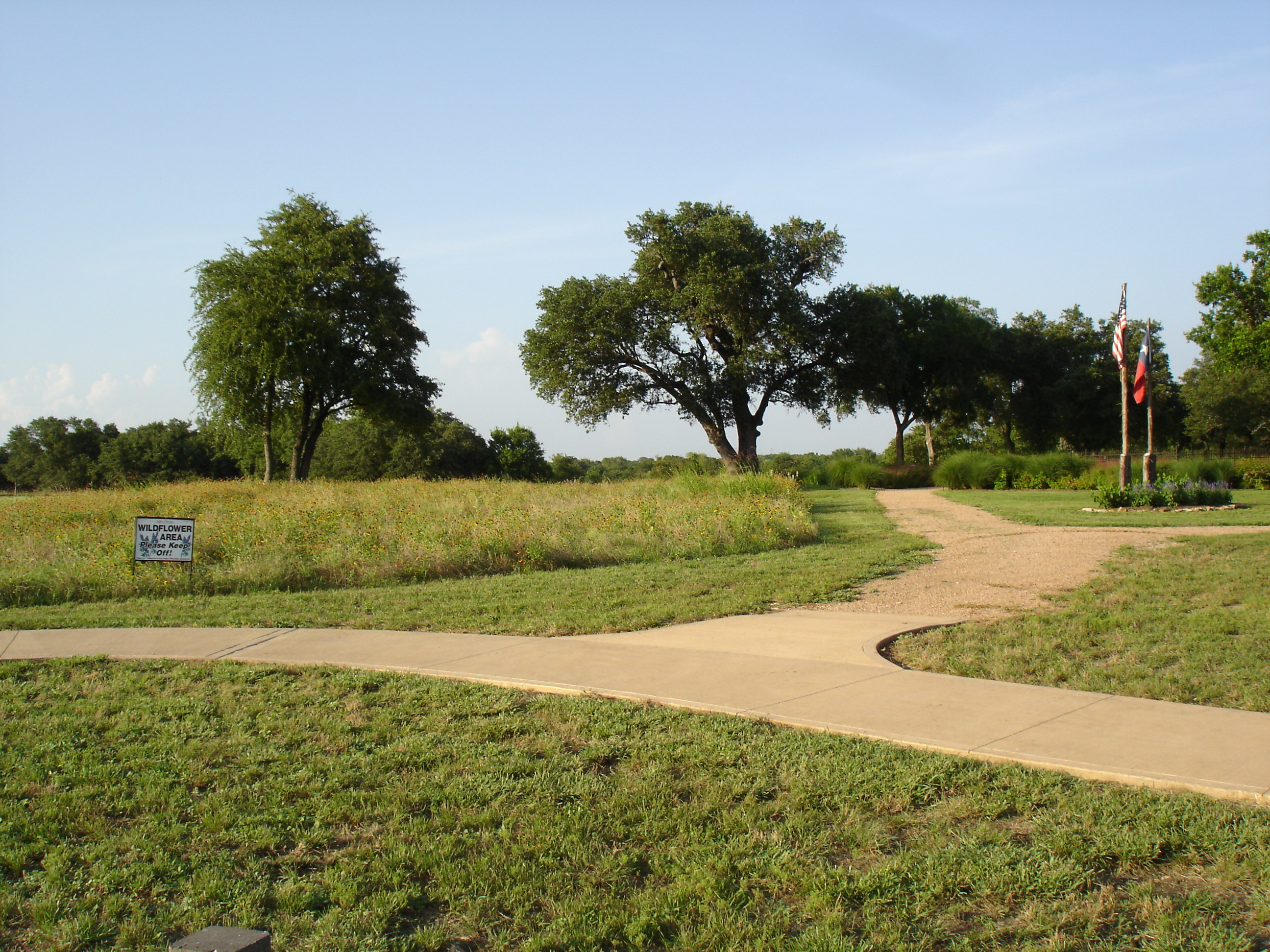
Park w hrabstwie Williamson

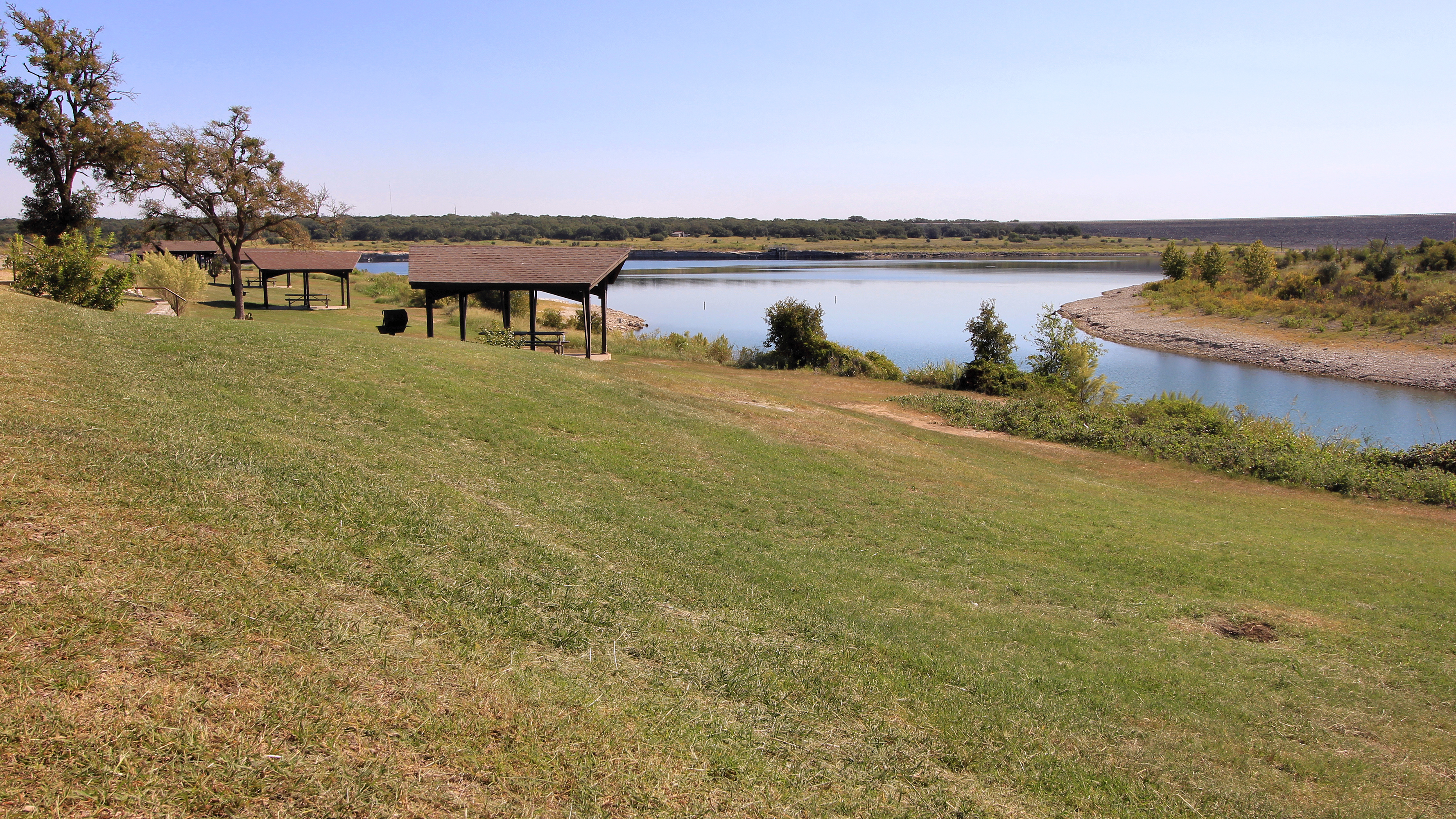
Jezioro Georgetown

Hrabstwo Williamson – hrabstwo położone w USA w stanie Teksas. Utworzone w 1848 r. Należy do obszaru metropolitalnego Austin. Siedzibą hrabstwa jest miasto Georgetown.

## Gospodarka
Najpopularniejsze sektory zatrudnienia dla mieszkańców hrabstwa Williamson w 2020 roku, to: handel detaliczny (34 900 osób), usługi profesjonalne, naukowe i techniczne (34 527 osób), opieka zdrowotna i pomoc społeczna (33 495 osób), produkcja (27 601 osób), oraz usługi edukacyjne (26 224 osób). 
- uprawa kukurydzy (4. miejsce w stanie[2]), bawełny, pszenicy i sorgo[3]
- hodowla zwierząt egzotycznych (5. miejsce), kóz, owiec, koni, bydła i drobiu[3]
- szkółkarstwo i sadownictwo[3]
- akwakultura i myślistwo[3][4]
- produkcja siana[3].

## Sąsiednie hrabstwa
- Hrabstwo Bell (północ)
- Hrabstwo Milam (wschód)
- Hrabstwo Lee (południowy wschód)
- Hrabstwo Bastrop (południowy wschód)
- Hrabstwo Travis (południe)
- Hrabstwo Burnet (zachód)

## Miasta
- Cedar Park
- Coupland
- Florence
- Georgetown
- Granger
- Hutto
- Jarrell
- Leander
- Liberty Hill
- Pflugerville
- Round Rock
- Taylor
- Thrall
- Weir

## CDP
- Brushy Creek
- Serenada

## Demografia
W latach 2010–2020 populacja hrabstwa wzrosła o 44,1% do ponad 600 tys. mieszkańców. W 2020 roku 80,6% ludności stanowią biali (58% nie licząc Latynosów), 24,8% to Latynosi, 8% miało pochodzenie azjatyckie, 7,4% to czarni lub Afroamerykanie, 2,9% było rasy mieszanej i 0,9% to rdzenna ludność Ameryki.

## Religia
Członkostwo w 2020 roku:
- protestanci – ok. 20% (gł. ewangelikalni, baptyści i metodyści)
- katolicy – 17%
- mormoni – 2,3%
- hinduiści – 0,97%
- muzułmanie – 0,89%
- świadkowie Jehowy – 0,67%.